# احمد دومان
احمد دومان (به انگلیسی: Ahmet Duman،  زادهٔ ۲۰ مهٔ ۱۹۹۹) یک کشتی‌گیر آزادکار اهل کشور ترکیه است.
از افتخارات وی می‌توان به کسب مدال نقره قهرمانی کشتی جهان ۲۰۲۴ اشاره کرد.

## فعالیت حرفه‌ای

### قهرمانی کشتی جهان ۲۰۲۴
دومان در وزن ۶۱ کیلوگرم کشتی آزاد قهرمانی کشتی جهان ۲۰۲۴ تیرانا شرکت کرد، او در این مسابقات پیتر همر از کاستاریکا، نورالدین نوروزوف از آذربایجان، جوئی سیلوا از پورتوریکو و تسوئنسورنگین تسوگبادراخ از مغولستان را شکست داد و به فینال رسید. وی در دیدار نهایی به ماسانوسوکه اونو از ترکیه باخت و به مدال نقره رسید.